# Chancho en piedra
Chancho en piedra ist eine chilenische Rock und Funk-Band, die in ganz Lateinamerika bekannt ist. Sie ist vor allem für ihre humorvollen, ironischen Texte bekannt. Musikalisch erinnern sie stark an die Red Hot Chili Peppers aus den USA.

## Diskografie
- Peor es mascar lauchas (1995)
- La dieta del lagarto (1997)
- Ríndanse terrícolas (1999)
- Marca Chancho (2000)
- El tinto elemento (2002)
- Chancho 6 (2004)
- Desde el Batiscafo (2006)
- Combo Show (2009)
- Otra cosa es con guitarra (2011)
- Funkybarítico, hedónico, fantástico (2016)